# Stellantis North America

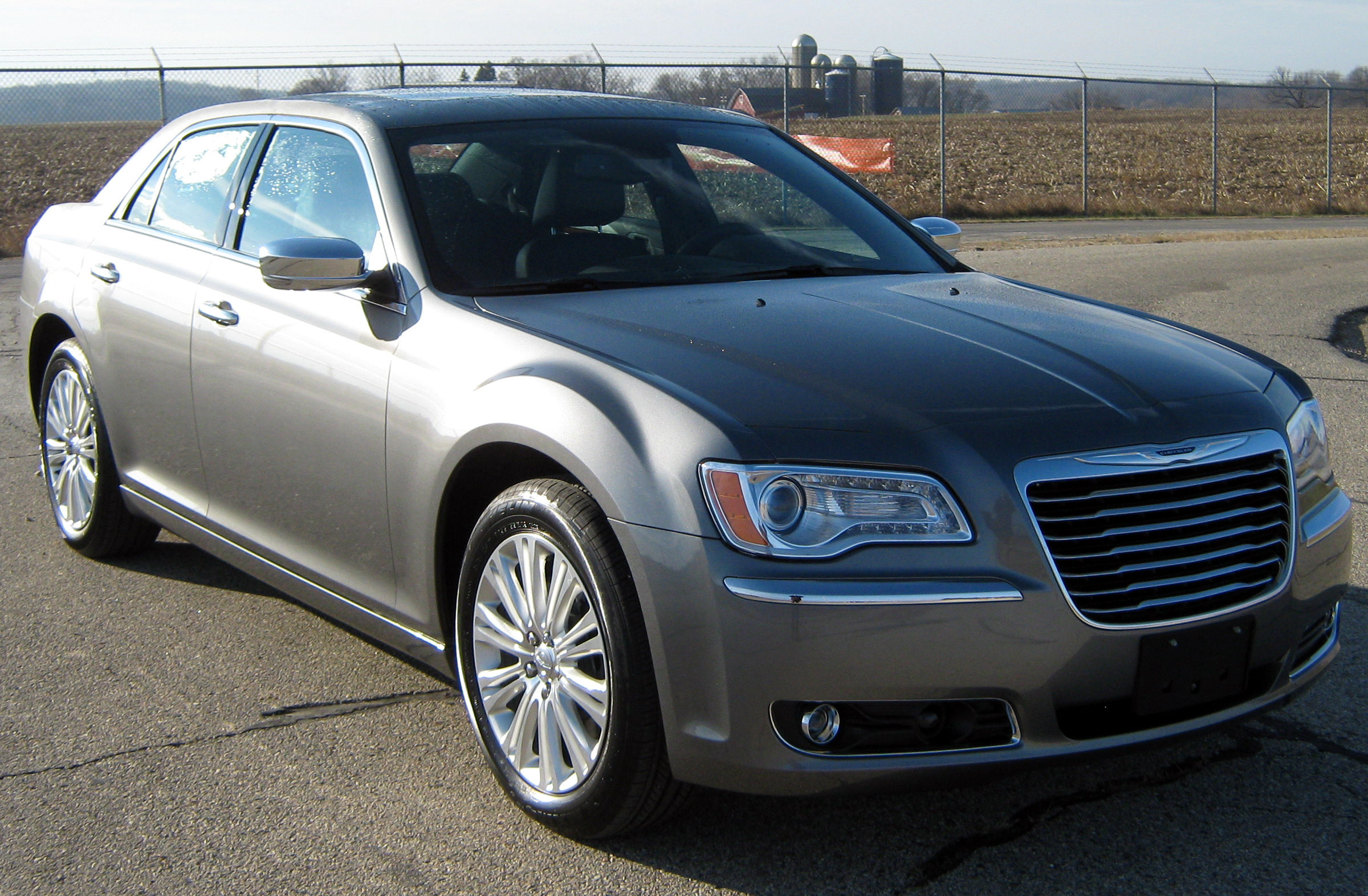
Chrysler 300

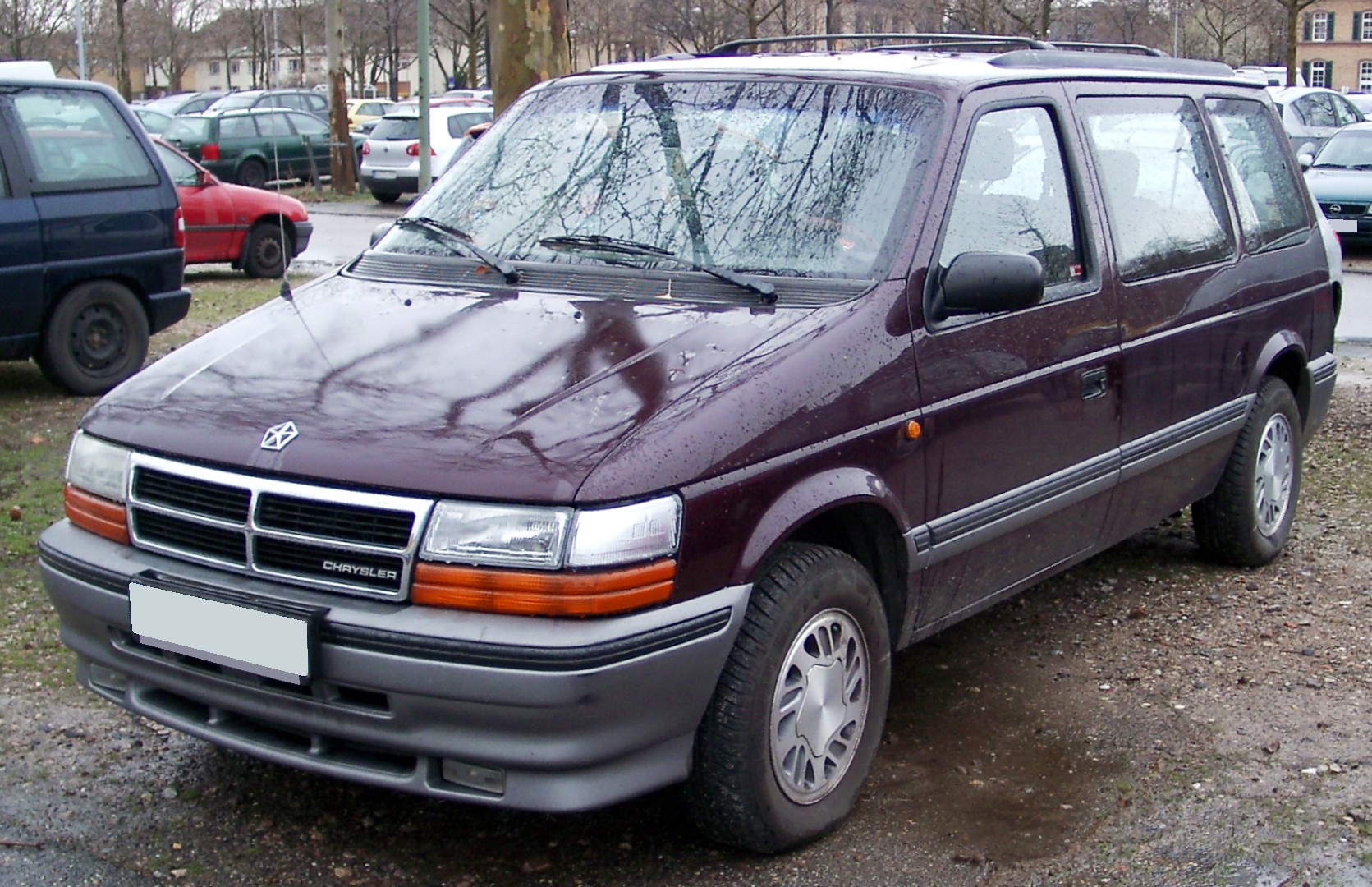
Chrysler Voyager является почти полной копией Plymouth Voyager и Dodge Caravan

Stellantis North America — североамериканское подразделение Stellantis, международной автомобилестроительной компании. Основой подразделения является компания FCA US LLC, преемник компании Chrysler.

## Продукция
Выпускает легковые автомобили марок Chrysler, SRT, RAM, Dodge и Jeep, а ранее Plymouth, DeSoto и Eagle, разнообразные комплектующие. В состав компании входило самостоятельное подразделение Imperial, выпускавшее автомобили под одноимённой маркой. Имеются финансовое и технологическое отделения корпорации. Выпускается электронная и авиакосмическая продукция. Штаб-квартира находится в Оберн-Хиллс (штат Мичиган).

## История

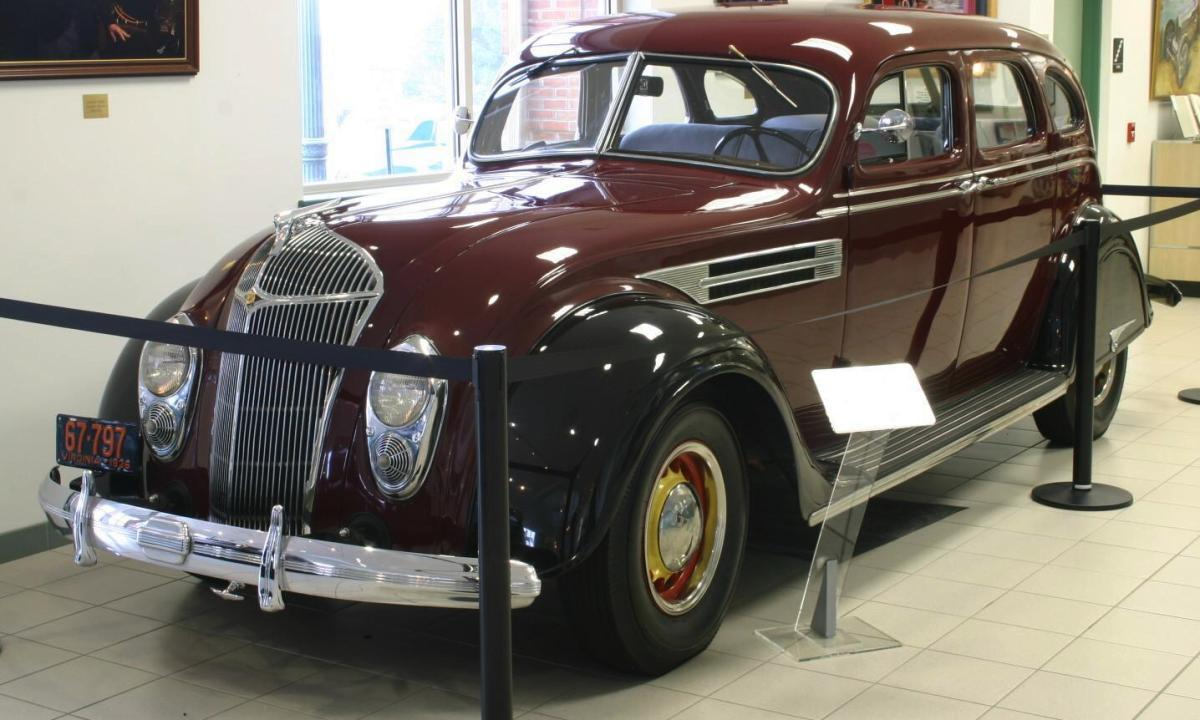
1936 Chrysler Airflow — одна из моделей раннего периода истории компании.

Компания Chrysler была основана в 1925 году инженером и бизнесменом Уолтером Перси Крайслером в результате реорганизации компании «Максвелл Мотор» (основанной в 1913 году). Первый 6-цилиндровый автомобиль марки «Крайслер» был выпущен годом ранее. Очень удачной была покупка в 1928 году компании «Додж», сразу же выведшая «Крайслер» в ряды передовых автокомпаний Америки. В том же году были запущены марки Plymouth («Плимут») и DeSoto («Де Сото»). Производством военной техники компания начала заниматься ещё до начала Второй мировой войны, а с 1942 по 1945 год производство автомобилей было вообще прекращено в пользу танков, в частности Шерман, M2, M26; всего за годы войны компанией было выпущено более 25 тыс. танков.

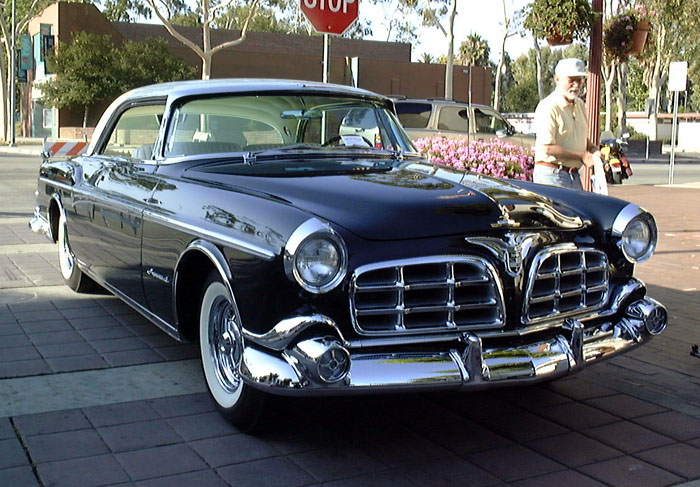
1955 Imperial — автомобиль премиум-класса от Chrysler.

В 1955 году модельный ряд автомобилей Chrysler Imperial был выделен в отдельную линию Imperial. В 1960-х годах компания вела скупку европейских автопредприятий: в 1963 году — 40 % акций испанской компании Barreiros Diesel («Баррейрос Дизель»), в 1964 году — 30 % акций британского автомобильного консорциума Rootes Group («Рутс Груп»), в 1966-67 годах — около 80 % акций французской фирмы «Симка». Позже они были объединены в европейский филиал Chrysler.

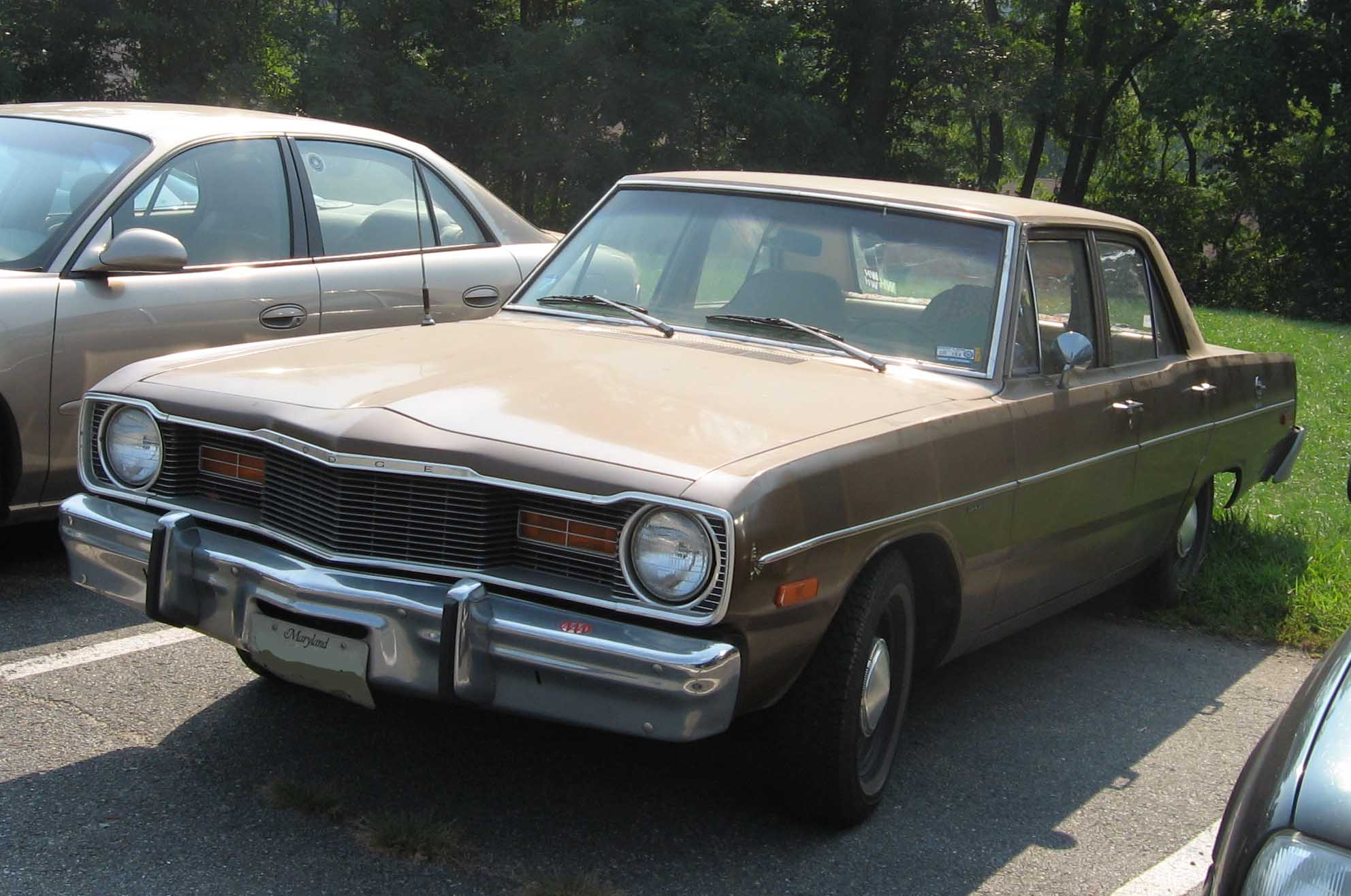
Dodge Dart — одна из наиболее успешных моделей 1960-х и 70-х годов.

В 1970 году «Мицубиси Моторс» начала выпуск под маркой Chrysler малолитражные автомобили для продажи в США. Но 1970-е годы становятся для компании убыточными: сказались и энергетический кризис, и непродуманная производственная политика, и ряд неудачных моделей (Dodge Aspen, Plymouth Volare, Dodge St. Regis), а также проблемы с качеством.

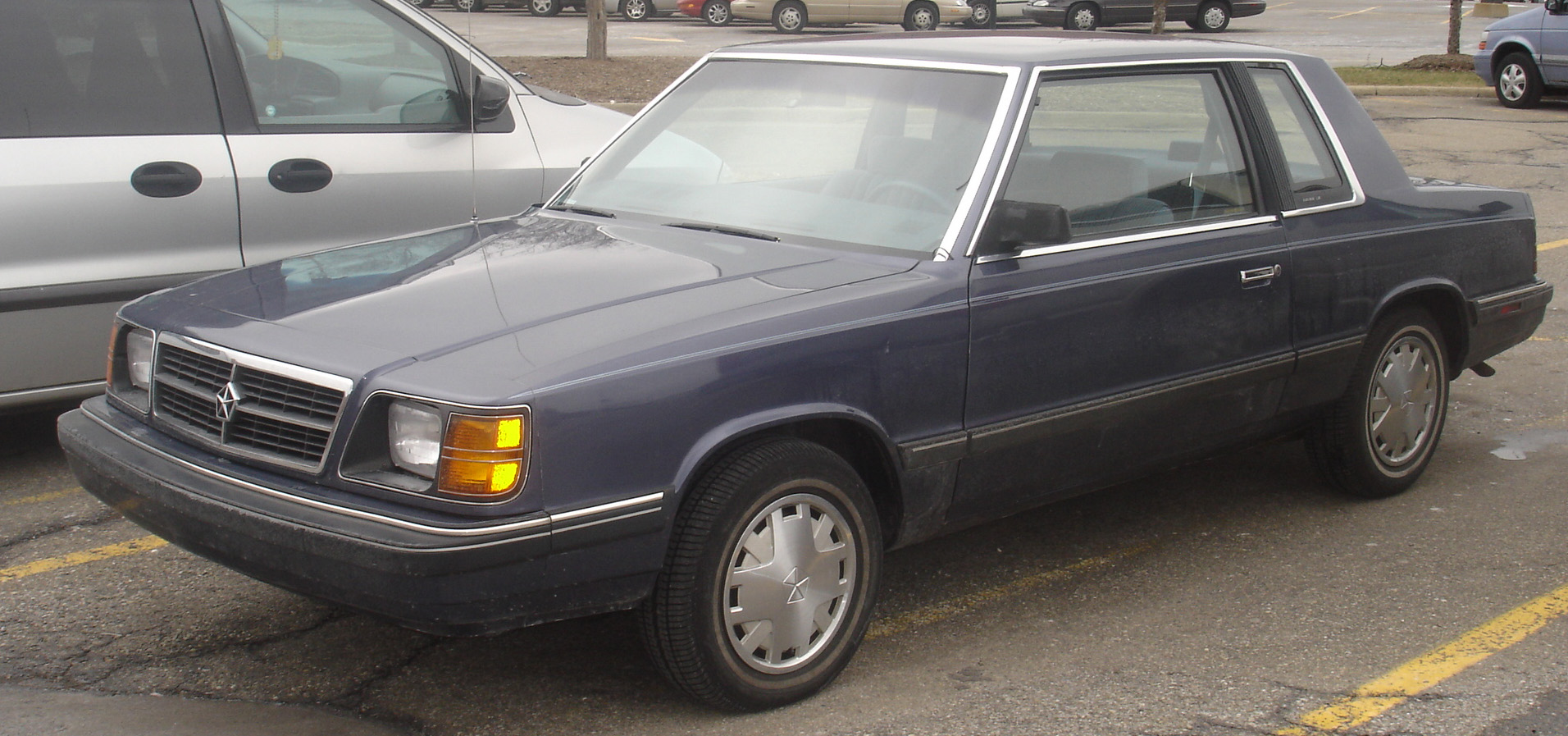
Plymouth Reliant — одна из моделей, спасших компанию от банкротства в начале 1980-х годов.

В 1979 году европейский филиал был продан французской группе «Пежо—Ситроен» (Peugeot—Citroen), но Chrysler по-прежнему остался на грани банкротства. Для выхода из создавшейся ситуации компания пригласила Ли Якокку (до этого руководившего Ford)— известного менеджера, которому удалось получить гарантии займов от федерального правительства, доказав, что закрытие заводов такой гигантской корпорации, как Chrysler, было бы национальной трагедией для Америки. Якокке удалось перестроить управление и поднять престиж компании к 1983 году. Были куплены компании Lamborghini (1987), AMC (American Motors Corporation) со своим знаменитым брендом Jeep. С 1985 года Chrysler разрабатывала небольшие экономичные автомобили в рамках совместного предприятия с Mitsubishi Motors, которое называлось Diamond-Star Motors; в 1991 году японская сторона выкупила долю партнёра. С 1988 года выпускалась серия легковых автомобилей, грузовиков и пикапов Eagle.
В 1998 году корпорация объединилась с концерном Daimler-Benz, образовав группу DaimlerChrysler. Изначально планировалось равноправное партнёрство, но Daimler полностью поглотил Chrysler. Новые владельцы компании имели собственное видение производства, с которым не соглашались большинство руководителей Chrysler. В Daimler решили назначить новых руководителей производств. С этого момента налаженные отношения с поставщиками и эффективность производства ухудшались.

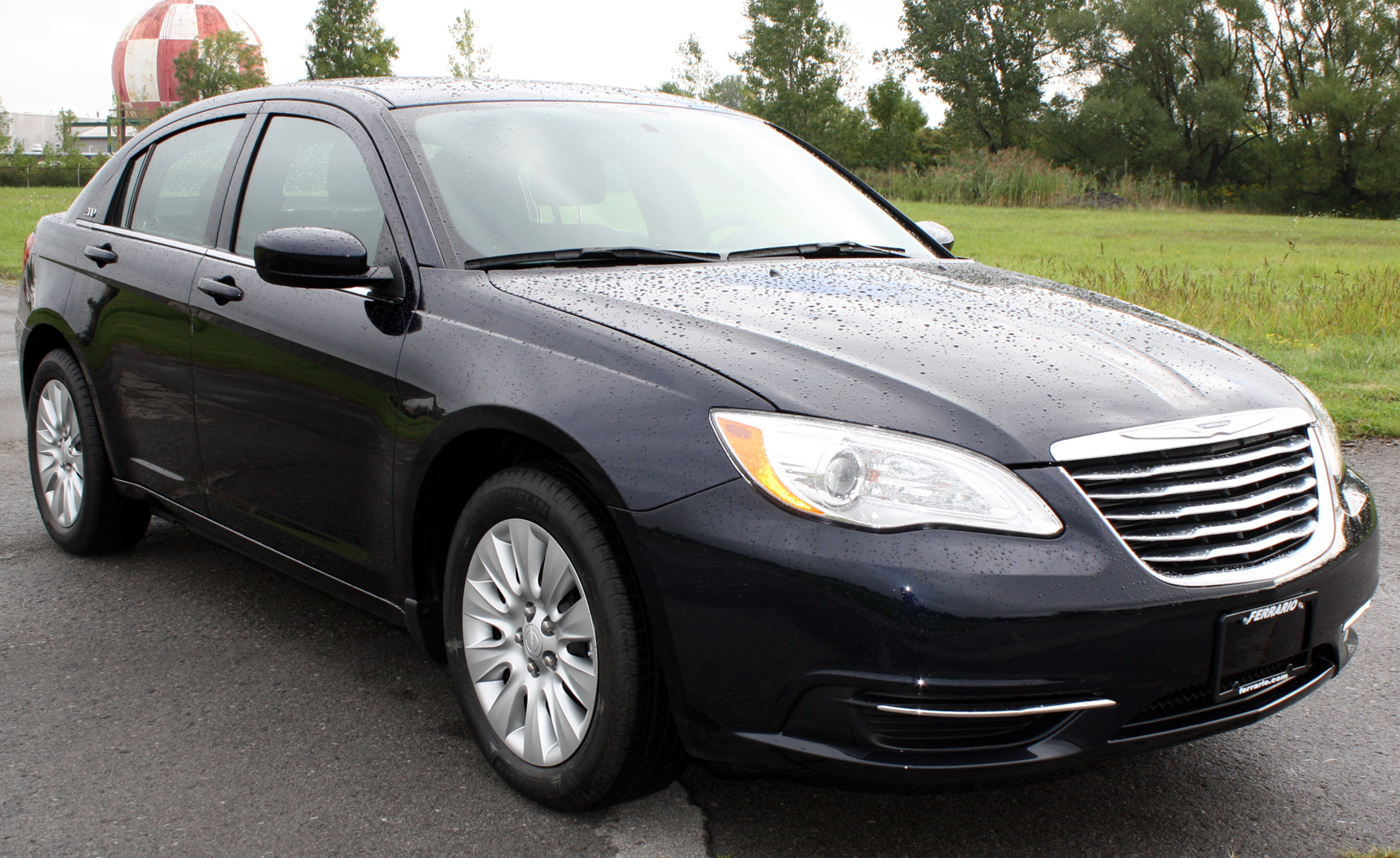
Chrysler 200 — современная модель Chrysler.

В 2007 году DaimlerChrysler продал подразделение Chrysler за $7,4 млрд фонду Cerberus.
30 апреля 2009 года Chrysler объявил о техническом банкротстве. После выплаты долгов часть акций Chrysler были проданы концерну Fiat. В начале 2014 года концерн Fiat получил полный контроль над Chrysler. После смерти Серджо Маркьонне 25 июля 2018 года (был одновременно главным управляющим и генеральным директором Fiat), новым генеральным директором (CEO) назначен Майкл Мэнли, председателем совета директоров — Джон Элканн. В январе 2014 года, после консолидации 100 % акций американской Chrysler, совет директоров Fiat принял решение о создании новой единой автомобилестроительной компании Fiat Chrysler Automobiles со штаб-квартирой в Нидерландах.
В начале 2019 года Fiat Chrysler Automobiles предпринял попытку слияния с французской группой Renault, однако французское правительство не поддержало это соглашение, и предложение было отозвано.
Позже в том же году Fiat Chrysler Automobiles обратился с предложением к Groupe PSA. Слияние, официально согласованное в декабре 2019 года, позволило создать четвёртого по величине производителя автомобилей в мире по объёму производства и привело к ежегодной экономии затрат в размере около 3,7 млрд евро или 4,22 млрд долларов. Сделка была закрыта 16 января 2021 года, объединённая компания получила название Stellantis.

## Бренды
Компания выпускает автомобили под следующими торговыми марками:
- Chrysler — легковые автомобили, минивэны;
- Dodge — легковые автомобили, минивэны, кроссоверы и внедорожники;
- Ram Trucks — пикапы и коммерческие автомобили;
- Jeep — кроссоверы, внедорожники и вседорожники;
- Fiat — легковые автомобили;
- Alfa Romeo — легковые автомобили премиум-класса.

Ранее существовали подразделения Plymouth (с 1928 по 2001), Eagle (с 1988 по 1998), Imperial (с 1955 по 1975 и с 1981 по 1983), DeSoto (с 1928 по 1961).

## Деятельность
На североамериканское подразделение Stellantis в 2021 году пришлось 2,004 млн проданных автомобилей, из них 1,777 млн в США, 161 тыс. в Канаде, 66 тыс. в Мексике. На рынке США подразделение имеет долю в 11,6 %, в целом в регионе — 11,1 %, что соответствует четвёртому месту после Toyota (15,2 %), General Motors (14,5 %), Ford (12,4 %).
Основные заводы:
- США: Белвидир, Детройт, Стерлинг-Хайтс, Толидо, Уоррен
- Канада: Уинсор, Брамптон
- Мексика: Сальтильо, Толука-де-Лердо

## Продажи
| Год  | Продажи в США | Изменение/год |
| ---- | ------------- | ------------- |
| 1999 | 2 638 561     |               |
| 2000 | 2 522 695     | ▼4,4 %        |
| 2001 | 2 273 208     | ▼9,9 %        |
| 2002 | 2 205 446     | ▼3 %          |
| 2003 | 2 127 451     | ▼3,5 %        |
| 2004 | 2 206 024     | ▲3,7 %        |
| 2005 | 2 304 833     | ▲4,5 %        |
| 2006 | 2 142 505     | ▼7 %          |
| 2007 | 2 076 650     | ▼3,1 %        |
| 2008 | 1 453 122     | ▼30 %         |
| 2009 | 931 402       | ▼36 %         |
| 2010 | 1 085 211     | ▲17 %         |
| 2011 | 1 369 114     | ▲26 %         |
| 2012 | 1 651 787     | ▲21 %         |
| 2013 | 1 800 368     | ▲9 %          |
| 2014 | 2 090 639     | ▲16 %         |
| 2015 | 2 243 907     | ▲7 %          |
| 2016 | 2 244 315     | ▲ 0,0 %       |
| 2017 | 2 059 376     | ▼ 0,8 %       |
| 2018 | 2 235 204     | ▲ 8,5 %       |
| 2019 | 2 203 663     | ▼ 1,4 %       |
| 2020 | 1 820 636     | ▼ 17,4 %      |
| 2021 | 1 777 394     | ▼ 2,4 %       |
| 2022 | 1 547 076     | ▼ 13,0 %      |